# Centrale nucleare di Fukushima Dai-ni
La Centrale nucleare di Fukushima Dai-ni (福島第二原子力発電所?, Fukushima Dai-ni Genshiryoku Hatsudensho), nota semplicemente come Fukushima Dai-ni (lett. Fukushima n°2), è una centrale nucleare giapponese situata nella città di Naraha, nel Distretto di Futaba della Prefettura di Fukushima.
La centrale Fukushima II è gestita dalla compagnia Tokyo Electric Power (TEPCO). Solo 11,5 km più a nord, nella città di Ōkuma, è situata la Centrale nucleare di Fukushima Dai-ichi (Fukushima I), gestita anch'essa da TEPCO.

## Storia

### Costruzione ed entrata in funzione
Durante i primi anni del 1970, la compagnia elettrica giapponese TEPCO decise di costruire una seconda centrale nucleare che affiancasse (anche geograficamente) la prima centrale nucleare della compagnia, la Centrale nucleare di Fukushima Dai-ichi. I lavori di costruzione iniziarono quindi nel 1976 a soli 11,5 km di distanza dalla gemella e terminarono nel 1982, qualche mese dopo l'accensione del primo reattore.
L'impianto è collegato al resto della rete elettrica giapponese dalla linea Tomioka (富岡線?).

### Incidente del 1989
Nel gennaio 1989, il sistema del refrigerante del reattore 3 si è rotto durante una saldatura, provocando il flusso di una grande quantità di detriti metallici attraverso il circuito primario. Il reattore è stato quindi spento per un periodo di tempo considerevole.
UDJWEOF29425352
RE23
[[
]]

### Terremoto del 2011
In seguito al terremoto del Tōhoku del 2011 dell'11 marzo i suoi quattro reattori sono stati automaticamente fermati, ma in tre di essi le pompe di raffreddamento sono risultate danneggiate. Nel quadro del disastro di Fukushima Dai-ichi è stata necessaria la dichiarazione di emergenza nucleare e l'evacuazione degli abitanti della zona circostante in un'area di 30 km di distanza da entrambe le centrali.
Il 15 marzo tutte e quattro le unità sono entrate nel cosiddetto "arresto freddo" in cui l'acqua del liquido refrigerante è a meno di 100 °C, con il pieno funzionamento di tutti i sistemi di refrigerazione. Mentre l'arresto dell'unità 3 è andato come previsto, i danni ai sistemi di raffreddamento di emergenza delle unità 1, 2 e 4 hanno richiesto l'annuncio dello stato d'emergenza. Questi tre reattori sono stati preparati per un potenziale rilascio di pressione, ma questo non è stato necessario. L'unità 1 ha annunciato l'arresto a freddo alle 01:24 del 14 marzo, l'unità 2 alle 03:52 dello stesso giorno e l'unità 4 alle 07:15 del 15 marzo. I livelli dell'acqua sono stabili in tutti e quattro i reattori, mentre è disponibile l'energia dagli elettrodotti e non si deve ricorrere all'alimentazione di emergenza.
La perdita di acqua di raffreddamento nei reattori 1, 2 e 4 è stata classificata a livello 3 dalla scala internazionale degli eventi nucleari (incidente grave) dalle autorità giapponesi a partire dal 18 marzo.

### Terremoto del 2016
Il 22 novembre 2016, un terremoto di magnitudo 6,9 ha colpito il Giappone a 37 km a sud-est di Namie, nella prefettura di Fukushima, a una profondità di 11,3 km. 14 persone sono rimaste ferite e più di 1.900 case hanno perso brevemente l'elettricità. Sebbene sia stato emesso un avviso di un possibile tsunami di 3 m di altezza, l'NHK ha segnalato un'onda di 1 m presso il sito della centrale nucleare di Fukushima Dai-ichi. Il segretario capo di gabinetto Yoshihide Suga ha affermato che i sistemi di raffreddamento del combustibile esaurito del reattore 3 a Fukushima Dai-ni si erano fermati a causa del terremoto; TEPCO ha successivamente segnalato il riavvio del sistema di raffreddamento del combustibile esaurito dopo soli 100 minuti di arresto.

### Decommissionamento
Il 31 luglio 2019, il consiglio di amministrazione di TEPCO ha deciso di dismettere l'impianto, in risposta alle richieste locali. Si prevede che la disattivazione richiederà più di 40 anni per essere completata.

## Reattori
Tutti i reattori nella Centrale Nucleare di Fukushima II sono del tipo BWR-5 con una potenza elettrica di 1.100 MW ciascuno (produzione netta: 1.067 MW ciascuno).
I reattori delle unità 1 e 3 sono stati forniti dalla Toshiba, quelli delle unità 2 e 4 dalla Hitachi.
Le unità da 1 a 3 sono state costruite dalla Kajima mentre l'unità 4 fu costruita dalla Shimizu e dalla Takenaka.
| Unità | Entrata a regime | Costi di installazione (yen/MW) | Produttore del reattore | Progettazione | Costruzione      |
| ----- | ---------------- | ------------------------------- | ----------------------- | ------------- | ---------------- |
| 1     | 31/07/1981       | 250.000.000                     | Toshiba                 | Toshiba       | Kajima           |
| 2     | 23/06/1983       | 230.000.000                     | Hitachi                 | Hitachi       | Kajima           |
| 3     | 14/12/1984       | 290.000.000                     | Toshiba                 | Toshiba       | Kajima           |
| 4     | 17/12/1986       | 250.000.000                     | Hitachi                 | Hitachi       | Shimizu Takenaka |